# Antoonops iita
Antoonops iita là một loài nhện trong họ Oonopidae.
Loài này thuộc chi Antoonops. Antoonops iita được miêu tả năm 2008 bởi Fannes & Jocqué.